# Telmo Esnal
Telmo Esnal Illarramendi (Zarauz, 1966) es un guionista y director de cine español, principalmente en lengua vasca, que también ha trabajado como ayudante de dirección y productor. En 1996, dirigió su primer cortometraje, Txotx, junto a Asier Altuna. En 2005, grabó su primer largometraje (Aupa Etxebeste!) junto a Asier Altuna, por el que fueron nominados ambos al Goya al mejor director novel. y Premio de la Juventud en el Festival de San Sebastián.

## Filmografía

### Dirección y guion
- Dantza (2018)[5]
- Urteberri on, amona! (2011)
- Taxi? (2007)
- Aupa Etxebeste! (2005)
- 40 ezetz (1999)
- Txotx (1997)

## Premios y distinciones
Festival Internacional de Cine de San Sebastián
| Año  | Categoría             | Película        | Resultado |
| ---- | --------------------- | --------------- | --------- |
| 2005 | Premio de la Juventud | Aupa Etxebeste! | Ganador   |